# 우요일
우요일은 1980년 공개된 대한민국의 영화이다.

## 배역
- 정윤희
- 윤일봉
- 전양자
- 안성기